# Büse

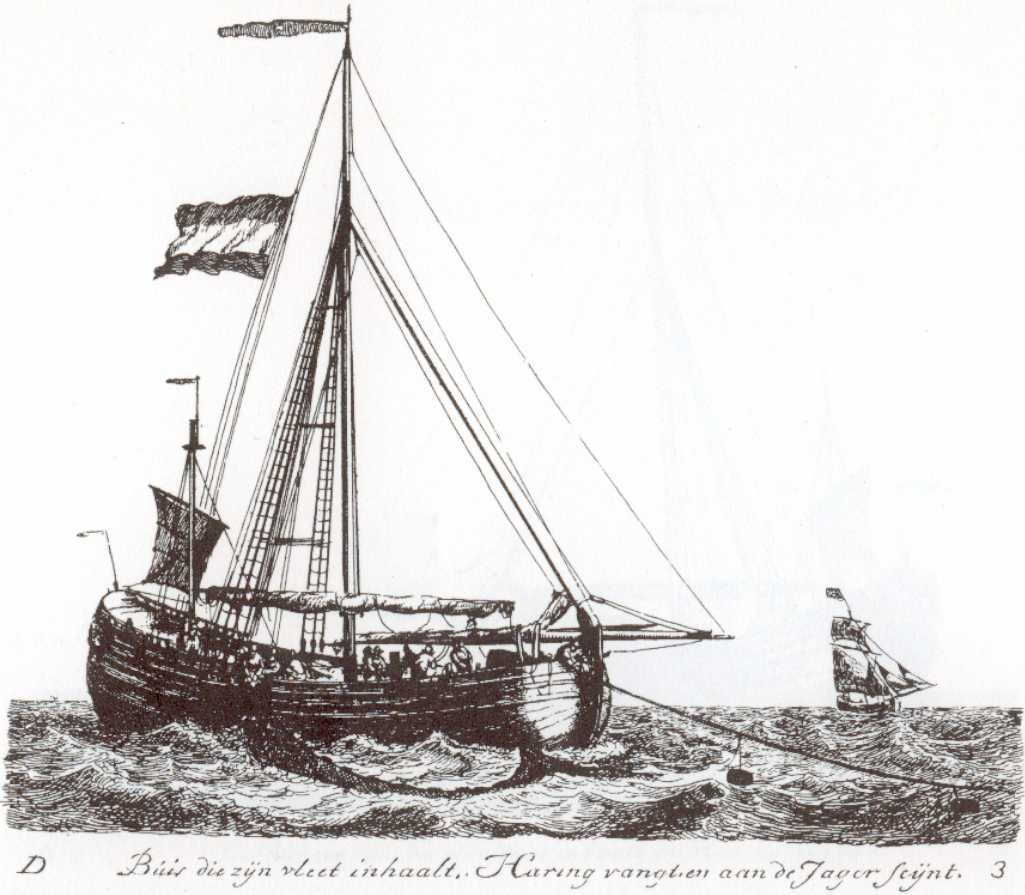
Niederländische Haringbuis, die ihr Netz einholt (1789)

Die Büse (auch Buse, Büsse, Busse, Beus, Buis, Buise, Buyse, Büyse, Buza, Bussa; vom Niederländischen buis) war ein Segelschiff, das dem Fang von Heringen in der Nordsee und als Kauffahrteischiff diente.

## Geschichte

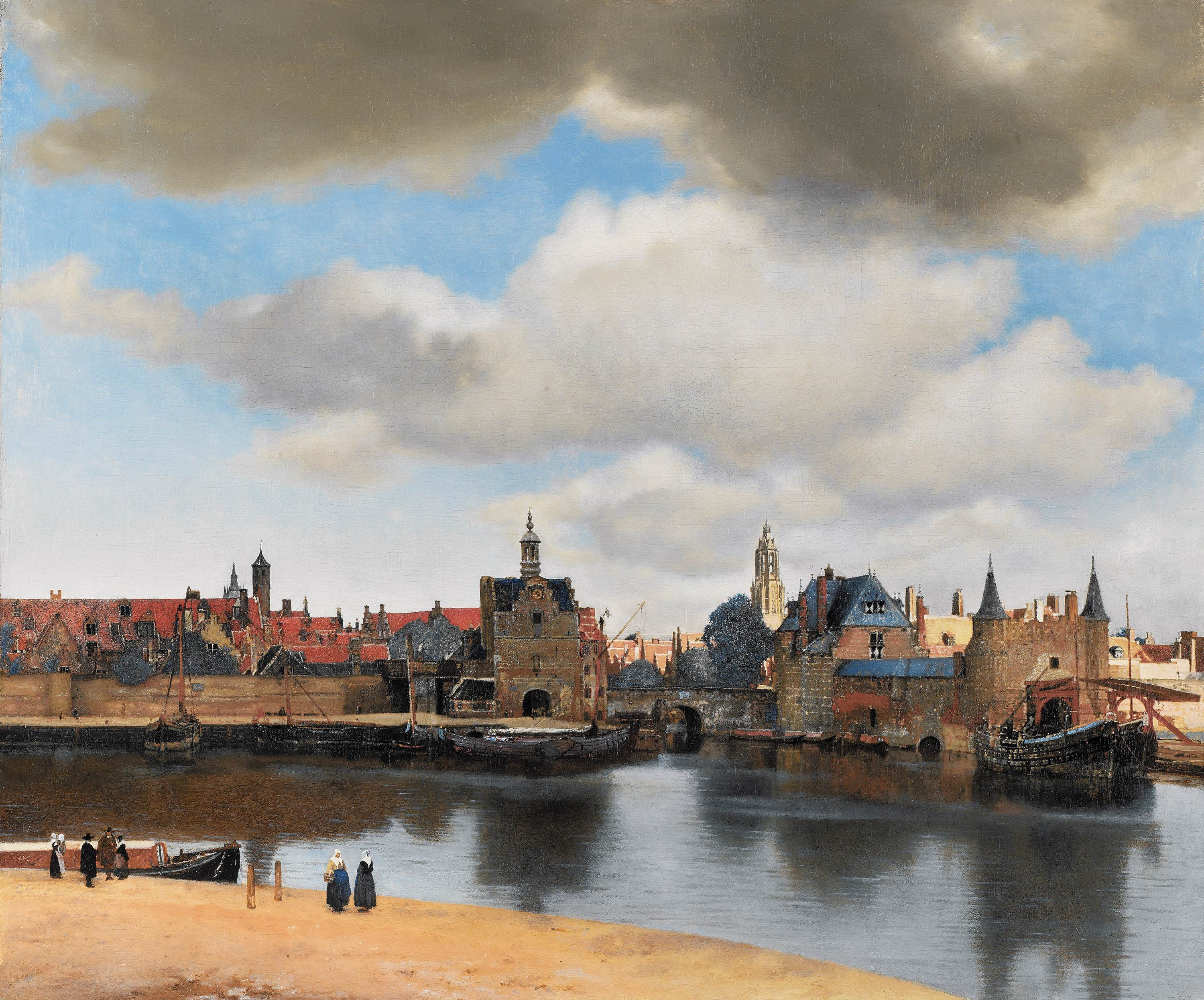
Jan Vermeers Ansicht von Delft aus dem Jahre 1660/1671. Am rechten Bildrand befinden sich Büsen

Bereits im 12. Jahrhundert waren im Mittelmeerraum Ruderschiffe für Handelsfahrten als buza, bucia oder bucius bekannt. Vermutlich war dieser Schiffstyp jedoch noch deutlich früheren Ursprungs, denn die Bezeichnung findet sich schon im 11. Jahrhundert auch in Nordeuropa, wo sie sich für skandinavische Langschiffe einbürgerte (buza oder buzur). Im 12. Jahrhundert schließlich wurde der Begriff als Typbezeichnung für ein reines Segelschiff übernommen. Die Verwendung dieses Schiffstyps als Handelsschiff ist zuerst 1303 für ein Schiff aus Wismar belegt. Im 14. und 15. Jahrhundert wurde die Büse in Holland weiterentwickelt. Neben der Verwendung als Handels- oder Kriegsschiff erlangte die Büse ihre größte Bedeutung als Fischereischiff. Noch im 18. und 19. Jahrhundert gingen Büsen von Vlaardingen und Emden aus auf Heringsfang, ehe im 19. Jahrhundert die Büse durch den Logger abgelöst wurde. Die letzte Heringbuis kam 1866 außer Fahrt.
Die holländischen Heringbuis der frühen Neuzeit liefen in der Regel in großen Flotten zu mehreren hundert Schiffen, oft begleitet durch Kriegsschiffe, drei- bis viermal im Jahr zur Heringssaison aus. Im Juni und Juli vor die Küste Nordschottlands, der Orkney- und Shetlandinseln, im August vor die Küste zwischen Dunbar und Yorkshire und von September bis in den November vor die East Anglias. Die Schiffe blieben oft über Wochen auf See. Der bereits an Bord eingepökelte Fang wurde dabei auf sogenannte Ventjagers (auf obigem Bild im Hintergrund zu sehen) verladen und in die Heimathäfen transportiert. Außerhalb der Heringssaison dienten die Schiffe als Handelsschiffe.
Die Büse und die nach ähnlichen Konstruktionsmerkmalen gebauten Huker und Fleuten markiert den Aufstieg Hollands zum Fischerei- und Handelsschifffahrtzentrum Europas, das in der Frühen Neuzeit den Herings-, Wal- und Kabeljaufang in Nordwesteuropa und den Ostseehandel dominierte. Eine große Bedeutung spielte diese schifffahrtstechnische Innovation auch bei der Versorgung der expandierenden europäischen Bevölkerung des 16. Jahrhunderts, mit dem „Fleisch des armen Mannes“.

## Beschreibung
Man verstand unter Büse ein völliges Kielschiff mit Rundgatt und steilem Steven, mit einer Verdrängung zwischen 60 und 100 Tonnen. Die Takelage bestand in der Regel aus Rahsegeln am Großmast und Gaffel am kleinen Besanmast (auch Treibermast), sowie einem langen Bugspriet mit Klüverbaum und bis zu drei Vorsegel. Nur die größten Büsen waren Dreimaster. Bis auf den Besan konnten meist alle Masten umgelegt werden, wenn das Treibnetz ausgeworfen wurde. Die Büse zeichnete sich v. a. durch sein beachtliches Verhältnis von Länge zu Breite aus (anfangs 2,5:1, Ende des 16. Jahrhunderts sogar 4,5:1). Es gestattete hohe Seetüchtigkeit, Manövrierfähigkeit und Geschwindigkeit, einen großen Frachtraum und, als Fischereischiff, die Verwendung großer Treibnetze. Ebenso wichtig war die große Deckfläche, die ein Pökeln des ansonsten in ein bis zwei Tagen verderbenden Fangs bereits an Bord gestattete. Die niederländische Büse konnte damit länger auf See bleiben und sich vor allem weiter von der Küste entfernen, um die Heringsfang-Saison um die Britischen Inseln herum voll auszunutzen.